# Шарунов, Алексей Сергеевич
Алексей Сергеевич Шарунов (9 ноября 1972, Нижний Тагил, Свердловская область — 23 сентября 2012, Нижний Тагил, Свердловская область) — российский дзюдоист, чемпион и призёр чемпионатов России по дзюдо, мастер спорта России международного класса.

## Биография
После окончания спортивной карьеры стал работать тренером. Был старшим тренером сборной Свердловской области, работал в нижнетагильской спортивной школе где начинал заниматься спортом, заместителем директора в СДЮСШОР «Виктория» в Екатеринбурге.
Скончался после продолжительной болезни. Похоронен на Восточном кладбище Екатеринбурга.
В Свердловской области проводится турнир его памяти.

## Спортивные достижения
- Чемпионат России по дзюдо 1992 года — ;
- Чемпионат России по дзюдо 1993 года — ;
- Чемпионат России по дзюдо 1994 года — ;
- Чемпионат России по дзюдо 1996 года — ;